# Gare d’Ucciani
Gare d'Ucciani – stacja kolejowa w Ucciani, w departamencie Korsyka Południowa, w regionie Korsyka, we Francji.
Został otwarty w 1888 przez Compagnie de chemins de fer départementaux (CFD). Obecnie jest to przystanek Chemins de fer de la Corse (CFC), obsługiwany przez pociągi TER Corse.

## Położenie
Znajduje się na wysokości 381 m n.p.m., na wąskotorowej (1000 mm) linii Bastia – Ajaccio, pomiędzy stacjami Tavera i Carbuccia.

## Linie kolejowe
- Bastia – Ajaccio